# NGC 6397
NGC 6397 — шаровое скопление в созвездии Жертвенник, находящееся на расстоянии 7800 световых лет от Земли, что делает его одним из двух ближайших к Земле шаровых скоплений (второе — M 4). Скопление содержит около 400 000 звёзд и его можно увидеть невооружённым глазом при хороших условиях наблюдения.
NGC 6397 — одно из по крайней мере 20 шаровых скоплений Галактики Млечный Путь, подвергшихся коллапсу ядра, что означает, что ядро сжалось до очень плотной звёздной агломерации.

## Исследования скопления

### Оценка возраста Млечного Пути
В 2004 году группа астрономов сосредоточилась на изучении скопления, чтобы оценить возраст Галактики Млечный Путь. Они использовали спектрограф Эшелле в ультрафиолетовом и видимом диапазонах Очень Большого Телескопа в Серро-Паранале, чтобы измерить содержание бериллия в двух звёздах скопления. Это позволило им определить время, прошедшее между восходом первого поколения звёзд во всей Галактике и первым поколением звёзд в скоплении. Этот временной интервал составляет 200–300 миллионов лет.  Возраст звёзд в NGC 6397, определённый с помощью моделей звёздной эволюции, составляет 13 400 ± 800 миллионов лет. Сложение двух временных интервалов дает возраст Млечного Пути 13 600 ± 800 миллионов лет, что почти столько же, сколько и сама Вселенная.

### Нижний предел массы для звёзд

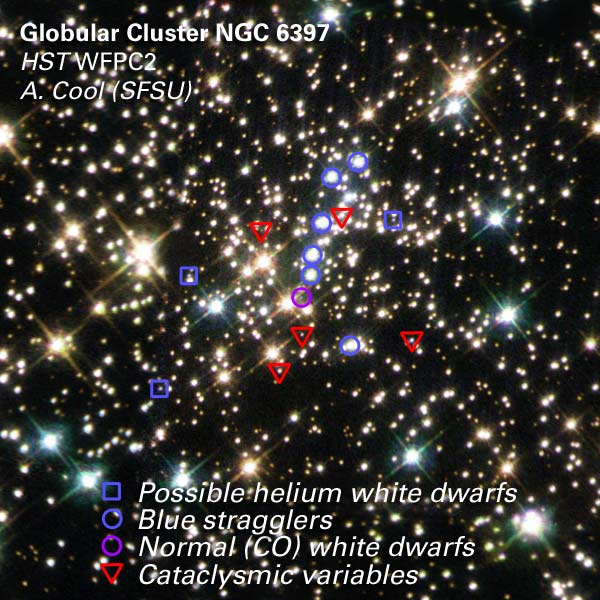
Популяция белых карликов в шаровом звёздном скоплении NGC 6397. Синие квадраты — гелиевые белые карлики, Фиолетовые кружки — «нормальные» белые карлики с высоким содержанием углерода.

В 2006 году было опубликовано исследование NGC 6397 с помощью космического телескопа Хаббл, которое показало чёткий нижний предел яркости совокупности слабых звёзд скопления. Авторы делают вывод, что это указывает на нижний предел массы, необходимой звёздам для запуска стабильного термоядерного синтеза в ядре: примерно 0,083 массы Солнца.

### Чёрная дыра
Согласно новым данным космического телескопа Хаббла, опубликованным в феврале 2021 года ядро NGC 6397 содержало относительно плотную концентрацию чёрных дыр.